# وحدت لسان و خط
یکی شدن زبان و خط، جهانیان یکی از تعالیم بهائی است. این یکی از اصول کلیدی برای وحدت عالم انسانی است که هدف نهائی آئین بهائی می‌باشد، و بهاءالله اجرای آن را یکی از نشانه‌های بلوغ عالم شناخته است. از جمله مواردی که بهاءالله در کتاب اقدس ذکر می‌کند این است، که باید جمیع ملت‌ها انجمنی تشکیل دهند و در آن انجمن با توافق کامل یک زبان به عنوان زبان بین‌المللی اعلام شود تا همه مردم علاوه بر زبان مادری، آن را نیز فراگیرند و به این صورت است که دیگر همهٔ مردم به راحتی می‌توانند با یک دیگر ارتباط بر قرار کنند و لازم نیست تا زبان‌های متعددی را فرا گیرند. همچنین خط و زبان واحد جهانی بسیاری از اختلافات و سوءتفاهم هائی که به واسطه عدم درک زبان‌های گوناگون ایجاد می‌شود را، از میان برداشته و گامی بزرگ جهت رسیدن به وحدت عالم انسانی که هدف نهائی دیانت بهائی می‌باشد، برداشته می‌شود.
در دنیای متمدن امروز، زبان‌های گوناگونی وجود دارند. تنوع زبان نیز مثل تنوع فرهنگ‌ها، موجب زیبایی دنیا است؛ اما مانعی بر سر راه اتحاد بشر نیز هست. در سطح روابط علمی و عملی، وجودِ گروه‌های زبانیِ فراوان در روابط میانِ انسان‌ها مشکل به وجود می‌آورد و جلوی جریان آزاد اطلاعات را می‌گیرد و برای فرد عادی و یک زبانه مشکل می‌شود که درموردِ وقایع جهانی دیدگاهی جهانی به دست آورد. گروهی از افراد آن قدر به زبان و ادبیاتِ مادری خود علاقه دارند که آن را از زبان‌های دیگر برتر می‌دانند. این تعصبِ زبانی موجب اختلاف و تعارض می‌شود؛ بنابراین جای تعجب نیست که در آموزه‌های بهاءالله برای اتحاد بشر آموزهٔ ایجاد یا انتخابِ یک زبان کمکی جهانی نیز وجود داشته باشد، و در تمام مدرسه‌های دنیا تدریس شود. به این صورت بعد از گذشت یک نسل، همهٔ انسان‌ها علاوه بر زبان مادری خود یک زبان جهانی هم خواهند داشت. این زبانِ جهانی می‌تواند یکی از زبان‌های موجود، یا یک زبان اختراعیِ جدید باشد. اگر یکی از زبان‌های موجود در دنیا به عنوان زبان عمومی انتخاب شود، افراد زیادی وجود دارند که به آن زبان صحبت می‌کنند. اگر هم زبان جدیدی ساخته شود، می‌توان دستور زبان ساده‌تری برایش ساخت و چون مربوط به گروه خاصی نیست، احساسات هیچ گروهی برانگیخته نمی‌شود. بهائیان به اصلِ زبان بین‌المللی امدادی معتقدند، اما نمی‌گویند کدام زبان باید زبان بین‌المللی شود. طبق آموزهٔ بهاءالله، باید یک انجمن بین‌المللی تشکیل شود که افراد متخصص در آن جمع شوند و همهٔ ملیت‌های دنیا این جمع را قبول داشته باشند، بعد این جمع یک زبان بین‌المللی تعیین کنند. بهاءالله تأکید کرد که زبان جهانی باید کمکی باشد، یعنی نباید زبان‌های موجود را سرکوب کند. زبان کمکی جهانی نیز مثل وحدت عالم انسانی در اساس پیرو اصل وحدت در کثرت است یعنی تمام زبان‌های متنوّع دنیا در کنارِ زبان امدادی جهانی باقی خواهند ماند. اصل تعیین این زبان نه تنها زبان‌های گوناگون را از بین نمی‌برد، بلکه از نابودی زبان‌هایی که افراد کمتری به آنها صحبت می‌کنند، جلوگیری می‌کند؛ مثلاً بعضی از زبان‌های اقلیت در سایهٔ زبان‌های اکثریت تحت فشار و در خطر نابودی هستند. وقتی یک زبان جهانی تعیین شود، اقلیت‌ها نیز زبان عمومی را یادمی‌گیرند و هم می‌توانند زبان مخصوص خود را داشته باشند و آن را حفظ کنند. بهاءالله یادگیری زبان‌های خارجی را به منظور آموزش آئین بهائی مُجاز دانسته است. عبدالبهاء بر اهمیت یادگیری زبان‌های مختلف در الواح خود به افراد و بهائیان نیز تأکید کرده است. او معتقد است که زبان کلید قلب انسان و وسیله ای برای درک و تبیین معارف الهی است.

## در آثار بهاءالله
بهاءالله در نامه‌هایش به پادشاهان و امپراتورهای زمان خود از جمله لوئی ناپلئون سوم (فرانسه)، ملکه ویکتوریا (بریتانیای کبیر)، قیصر ویلهلم اول (اولین امپراتور آلمان)، تزار الکساندر دوم (روسیه)، ناصرالدین شاه (ایران)، امپراتور فرانسوا ژوزف (امپراتور اتریش) و عبدالعزیز (سلطان عثمانی) نوشت و آنان را به صلح و اتحاد عالم دعوت نمود و اصول لازم از جمله وحدت خط و زبان را برای برقراری و پایداری آن پیشنهاد کرد. او همچنین در نوشته‌های خود از جمله: بشارات، کلمات فردوسیه، اشراقات، و الواح دیگری که در دورهٔ بعد از کتاب اقدس نوشته است، توضیح می‌دهد که یک زبان امدادی و خط برای ایجاد اتحاد مدنی نژاد بشر لازم است. در لوح مانِکجی صاحب، بهاءالله از این هم فراتر می‌رود و ایجاد یک زبان و خط امدادی جهانی را به عنوان «وظیفهٔ هر انسانی با بصیرت و خِرد» مقرر می‌دارد. او معتقد است که بدون شک، با اتفاق بین ملل، عالم به نور ارادهٔ الهی مُنوّر می‌شود و بزرگ‌ترین سبب آن را دانستن خط و گفتار یکدیگر دانسته است. از قبل در الواح سفارش کرده که امنای بیت عدل یک زبان از زبان‌های موجود یا لسانی بدیع و یک خط از خطوط اختیار نمایند و در مدارس عالم، اطفال را به آن تعلیم دهند تا عالم یک وطن و یک قطعه مشاهده شود. بهاءالله اعلان کرده است که گفتگو به دو لسان مُقَدّر شد و باید کوشش شود تا در آیندهٔ دور به یکی منتهی گردد و همچنین خط‌های عالم، تا عمرهای مردم در تحصیل زبان‌های مختلف ضایع نشود و باطل نگردد و کُرهٔ زمین مدینهٔ واحده و قطعهٔ واحده مشاهده شود. عبدالبهاء معتقد است که وجود یک لسان عمومی امریست مهم زیرا سوء تفاهم را از بین ملل زائل نماید قلوب عموم را به هم ارتباط دهد و سبب شود که هر فردی مطلع بر افکار عمومی گردد. در عالم انسانی تفهیم و تفهّم که اعظم فضائل عالم بشری است مشروط به وحدت لسان معلّم و متعلّم است. پس چون لسان عمومی حاصل شود تَعلیم و تَعَلّم سهل و آسان گردد. وحدت لسان لازم است، که لسانی ایجاد نمایند که جمیع بشر تحصیل آن لسان نمایند پس هر نفسی محتاج دو لسان است یکی خصوصی یکی عمومی تا جمیع بشر زبان یک‌دیگر بدانند و باین سبب سوء تفاهم بین ملل از بین برود؛ زیرا جمیع یک خدا را می‌پرستند کل بندگان یک خداوندند، سوء تفاهم سبب این اختلافات است چون زبان یک‌دیگر را بدانند سوء تفاهم نماند جمیع با هم الفت و محبّت نمایند شرق و غرب اتّحاد و اتّفاق کنند.
بنا بر این آموزه، مردم علاوه بر زبان مادری خود از زبان کمکی به عنوان زبان دوم استفاده می‌کنند. هدف از این آموزش بهبود ارتباطات و تقویت وحدت بین مردم و ملل است. با این حال، آموزه‌های بهائی بیان می‌کنند که زبان کمکی بین‌المللی نباید زبان‌های مادری موجود را سرکوب کند، و برای حفظ تمایزات فرهنگی باید مفهوم وحدت در کثرت به کار رَوَد. یک زبان امدادی بین‌المللی نشان دهنده الگویی برای برقراری روابط مسالمت آمیز و متقابل بین جوامع گفتاری موجود جهان با حفظ زبان‌های مادری در فرهنگ‌های مختلف است.

### نقش زبان در تکامل اجتماعی
در تاریخ، زبان‌های ساخته شده در اروپا بین سال‌های ۱۸۸۰–۱۹۰۰م، با دیدگاه‌های مختلف، بحث‌های طولانی و انتقادی فراوان و متفاوت روبرو بوده است. امروز بحث‌های گوناگون در زمینه‌های مختلف از جمله زبان چیست، اهمیت یادگیری و حفظ زبان‌های طبیعی تا چه حد است، رابطهٔ زبان شفاهی و نوشتاری با فرهنگ خانواده و جامعه تا چه حد در رفع فقر و گرسنگی، در کسب توانائی و مهارت در خواندن و نوشتن، برای ایجاد تساوی حقوق زن و مرد، توانمندی زنان، در رابطه با جلوگیری از کاهش مرگ و میر کودکان، بهبود بهداشت مادران، تضمین پایداری محیط زیست، و آغاز همکاری بین‌المللی برای توسعه عمومی همچنان جریان دارد. این کنکاش‌ها نمونه هائی از فوائد زبان برای ارتباط و درک فرهنگ‌های گوناگون در جامعه‌های بشری است.
آموزه‌های بهائی بر تأثیر دگرگون کننده کلام الهی تأکید می‌کند، اما به‌طور کلی، بر اهمیت درک کلام بیش از قِداسَت واقعی کلمات تمرکز دارد؛ بنابراین، برخلاف بسیاری از ادیان، دیانت بهائی زبان مقدس یا عبادی ندارد. سوادآموزی، آموزش، و ترجمه متون آثار آن را به زبان‌های مختلف جهان تشویق می‌نماید. با این حال، برخی از زبان‌ها از وضعیت و استاندارد ویژه ای برخوردار هستند. به‌طور کلی در نوشته‌های شخصیت‌های مرکزی این آئین زبان‌های عربی، فارسی، و انگلیسی به کار گرفته شده است. زبان‌های فارسی و عربی زبان اصلی نوشته‌های سید باب، بهاءالله و عبدالبهاء هستند، به علاوهٔ زبان ترکی که در چند نوشته عبدالبهاء نیز وجود دارد. شوقی افندی در تفسیر خود از آثار و نوشته‌های بهائی از هر سه زبان مذکور استفاده کرده است. بیت العدل عمومی در بیانیه‌های خود به عالم بهائی عموماً زبان‌های فارسی و انگلیسی را به کار می‌برد. زبان انگلیسی همچنین به زبان اصلی ارتباطات بین‌المللی در میان بهائیان تبدیل شده است. با توجه به موقعیت خاص این زبان‌ها، بسیاری از بهائیان به دنبال این هستند که بر یک یا چند زبان از این زبان‌ها مسلط شوند. بهائیان فارسی‌زبان معمولاً مقداری زبان عربی می‌آموزند، زیرا نوشته‌های عربی بهاءالله به فارسی ترجمه نشده است و بسیاری از نوشته‌های او حاوی قطعاتی به هر دو زبان است. در اینجا تأکید آشکاری بر اشکال ادبی سطح بالا وجود دارد که در نوشته‌های انگلیسی شوقی افندی نیز یافت می‌شود. برای کسانی که سواد آموزی محدود دارند به راحتی قابل درک و آسان نیست.

### اهمیت یک خط و زبان جهانی
تمام آموزه‌های بهاءالله گِردِ اصل مرکزی وحدت در کثرت جریان دارد. وحدت خط و زبان عالم، یکی از ابزارها برای ایجاد صلح عمومی بین فرهنگ‌ها و وحدت ملت‌های گوناگون به حساب می‌آید. اصل انتخاب یک زبان موجود یا اختراع یک زبان جدید و نهادینه سازی آن به عنوان یک زبان امدادی جهانی از اصول کلیدی دیانت بهائی می‌باشد. بهاءالله، بنیان‌گذار این آئین، علاوه بر اشاره به وحدت زبان در نامه‌هایش به سران ممالک و با نوشته‌ای در مجموعهٔ اشراقات و لوح مقصود معتقد است که فقدان یک زبان مشترک مانع بزرگی بر سر راه وحدت جهانی و صلح عمومی می‌باشد زیرا با زبان‌های مختلف ارتباط بین مردم ضعیف می‌شود و تلاش مستمر برای صلح جهانی را به واسطهٔ سوء تفاهم گفتاری بی ثمر می‌سازد. او تأکید کرده است که بشریت باید یک زبان امدادی را انتخاب کند که علاوه بر زبان مادری در مدارس تدریس شود تا مردم بتوانند یکدیگر را درک کنند. او اظهار می‌دارد که تا زمانی که یک زبان امدادی پذیرفته نشود، وحدت کامل بین بخش‌های مختلف جهان تحقق نمی‌یابد. عبدالبهاء، مُبَیِّن آثار بهاءالله، ترویج اصل زبان امدادی بین‌المللی را نخستین خدمت به جهان انسان، و تحقق آن را بزرگ‌ترین دستاورد عصر در اِعطای سود و خشنودی برای مردم نامیده است. از نظر آئین بهائی، اصل وحدت عالم انسانی خواهان چیزی کمتر از تجدید ساختار و خلع سِلاح تمام جهان متمدّن نیست. آموزه‌های بهائی جویای جهانی زنده و پویا که در جمیع جنبه‌های اصلی حیاتش از جمله دستگاه سیاسی‌اش، آمال روحانیش، تجارت و اقتصادش، و خطّ و زبانش متّحد باشد و در عین حال تنوّع بی‌کران خصایص ملّی اجزای هم‌پیمانش را حفظ کند.

#### زبان عمومی جهانی
بهاءالله به مجالس شورا و حاکمان جهان سفارش کرد که یک زبان (موجود یا جدید) و خط را برای آموزش به دانش‌آموزان در سراسر جهان انتخاب کنند. او معتقد است که این بزرگ‌ترین ابزار برای ترویج هماهنگی و تمدن و یکی از نشانه‌های بلوغ نژاد بشر خواهد بود. این امر باعث اتحاد امم خواهد شد تا جهان به عنوان یک وطن در نظر گرفته شود. در نهایت، زبان‌ها به یک زبان کاهش می‌یابد و مسافر احساس می‌کند که هر شهر خانه اوست. تلاش انسان برای یادگیری زبان‌های مختلف وقت و انرژی او را هدر می‌دهد. عبدالبهاء در آثار و گفتارش توصیه کرده که کمیته ای متشکل از کارشناسان تعیین شود تا زبان مناسبی را انتخاب کنند تا به عنوان زبان امدادی علاوه بر زبان مادری در همه کشورها استفاده شود. کودکان دو زبان- زبان مادری و زبان امدادی، را می‌آموزند. پذیرش چنین زبانی اجتناب ناپذیر است؛ زیرا بشر به فوائد مثبت این نظر پی خواهد برد و بر اساس آن عمل خواهد کرد. موانع زبانی باعث ایجاد سوء تفاهم بین ملت‌ها شده است، اما زمانی که این موانع رفع شود، آموزش و پرورش و انتقال علوم و هنر و صنعت ممکن می‌گردد. صلح جهانی فقط با پذیرش یک زبان جهانی می‌تواند برقرار گردد. عبدالبهاء از ایدهٔ زبان اسپرانتو تمجید کرد و بهائیان را به یادگیری آن تشویق نمود. سابقهٔ تاریخی و رابطهٔ مخصوصی بین امر بهائی و زبان اسپرانتو که دکتر زامنهوف آن را اختراع کرد، وجود دارد. دختر او، لیدیا، یکی از بهائیان فعّال بود و عبدالبهاء پدر او را به خاطر این کار بزرگ تحسین کرده است. اگرچه عبدالبهاء هیچگاه نگفت که اسپرانتو، زبان جهانی خواهد شد، ولی از آن به عنوان یکی از وسایل اتّحاد عالم یاد کرده است. حداقل اختراع و توسعهٔ زبان اسپرانتو نشان داد که این آموزهٔ بهاءالله یعنی ایجاد یک زبانِ بین‌المللی امکان‌پذیر است و عالم بشریّت مجبور نیست برای اجرای آن یکی از زبان‌های موجود دنیا را انتخاب کند. این حقیقت ممکن است مقاومت احتمالی دربرابر اصلِ زبان جهانی را کاهش دهد.

#### اهمیت خط و زبان
زبان بخش بسیار بزرگ و مهمی از ارتباطات انسانی را تشکیل می‌دهد. تا آنجا که می‌دانیم انسان تنها موجودی است که بر ارتباطات مبتنی بر قوهٔ تشخیص و شناخت جوّی خود و محیطش تسلط می‌یابد. این مسئله به انسان‌ها امکان می‌دهد تا ایده‌ها، افکار و احساسات خود را با دیگران به اشتراک بگذارند. قوهٔ بیان و سخن و کلام بسیار با نفوذ است. زبان خوش انسان را ترقی می‌دهد و ناخوش آن او را به خا ک می‌نشاند. با استفاده از ابزار زبان انسان این توانائی را می‌یابد تا در ساخت، توسعه، تکامل یا حتی تخریب جوامع موفق گردد. بهاءالله زبان را برای ابراز آنچه که خوب و پسندیده است شناخته و از گفتار زشت پرهیز داده است. زبان مردمان را به یکدیگر ارتباط می‌دهد یا دور می‌سازد. وقتی زبان تازه ای می‌آموزیم به یک سیستم پیچیده‌ای از کلمات، دستور زبان، اصطلاحات، و ساختار آن مسلط می‌شویم و با بکار بردن صحیح آن ارتباط مؤثری با دیگران ایجاد می‌کنیم و تا آنجا که ممکن است سعی می‌کنیم از ایجاد سوء تفاهم دوری کنیم. زبان راهی برای بیان ایده‌ها، عقاید، آداب، رسوم و تبادل فرهنگ‌ها راه مؤثری برای توسعه و گسترش ایده‌ها و فرهنگ هاست. زبان قوای مخصوصی دارد که می‌تواند غریبه را آشنا، و دشمن را دوست سازد. بهاءالله لسان شفقت را جذاب قلوب و غذای روح دانسته است. او معتقد است که زبان شفقت به الفاظ معنی می‌دهد و آن را مانند افقی دانسته که آفتاب حکمت و دانائی در آن طلوع می‌کند.

## موقعیت زبان در جهان
آمار زبان‌های موجود و جمعیت‌های گویشور آن‌ها بی‌نهایت است. در جهانی که با پیشرفت تکنولوژی، و گسترش شبکه‌های مخابراتی نوین، ایجاد وسایل حمل و نقل و مسافرتی که همچنان به سوی آینده در جریانند، انسان نیز با این فرهنگ جدید و پیشرو درگیر است. برخی زبان‌های موجود توانائی مقابله یا مبادله به گفتارهای تخصصیِ ایجاد شده را ندارند. تعداد مردمی که از زبان‌های آسیایی یا اروپایی استفاده می‌کنند به ۸۶٪ می‌رسد. حدود ۱۵۰ تا ۲۰۰ زبان توسط بیش از یک میلیون نفر به کار می‌رود. در ضمن، حدود ۴۶ زبان وجود دارد که فقط یک گویشور دارند! تنها در آسیا ۲۲۹۴ زبان، در آفریقا ۲۱۴۴ زبان، قاره آمریکا ۱۰۶۱ زبان، اقیانوس آرام ۱۳۱۳ زبان و اروپا با ۲۸۷ زبان صحبت می‌شود. تعداد دقیق زبان‌هایی که صحبت می‌شوند همیشه نامعلوم است؛ زیرا هنوز بسیاری از نقاط جهان از جمله آمازون و ارتفاعات گینه نو به‌طور کامل کاوش نشده‌اند. محققان هنوز در مورد چگونگی و زمان اختراع زبان‌های متعدد سرگردانند. به گزارش سایت اِتنولوگ (به انگلیسی: Ethnologu) در حال حاضر ۷۶۶۸ میلیارد جمعیت در۱۹۶ کشور جهان از ۷۱۶۴ زبان شناخته شده برای ایجاد ارتباط با دیگران استفاده می‌کنند. ۴۳۰ میلیون از این عده دارای قوای شنیداری نیستند، و ۸۶٪ جمعیت عالم دانش نوشتاری ندارند. از این زبان‌ها، ۹۰ درصد توسط کمتر از ۱۰۰٬۰۰۰ نفر صحبت می‌شود. ۳۰۴۵ زبان نابود شده‌اند یا در حال نابودی هستند.

### زبان‌های در حال نابودی
از بین رفتن زبان هائی که توسعهٔ هَمپا با تحولات جهانی نداشته‌اند طبیعی است. تعداد زبان‌های شناخته شده به‌طور مداوم در حال کاهش است. یک عامل کلیدی در سطح آموزش و توسعهٔ آن‌ها است. وقتی زبانی به کودکان خردسال آموزش داده نمی‌شود، میزان بقای آن زبان بسیار ضعیف است. تقریباً می‌توان پیش‌بینی کرد که با نابودی زبان مادری پایداری فرهنگ نیز تا حدّی بعید به نظر می‌رسد. نمونه ای از این را می‌توان در آمریکای شمالی مشاهده کرد که در آن ۱۶۵ زبان بومی وجود دارد. تنها هشت مورد از این زبان‌ها توسط ۱۰٬۰۰۰ نفر، و تقریباً ۷۵ مورد توسط تعداد انگشت شماری از افراد مُسّن صحبت می‌شود. کاهش سریع زبان‌های بومی به دلیل حضور و فشار ساکنان اروپایی در طول ۵۰۰ سال گذشته است. در استرالیا، بیش از ۱۰۰ زبان بومی از زمان ورود اروپایی‌ها منقرض شده‌اند. بر اساس شرایط فعلی، زبان شناسان اکنون می‌توانند تخمین بزنند که حداقل ۳۰۰۰ زبان در قرن آینده از بین خواهند رفت.

### اختراع نوشتن
اختراع نوشتن را می‌توان به ۴۰۰۰ سال قبل از میلاد ردیابی کرد. سومریانی که در جنوب بین‌النهرین (جنوب عراق امروزی) زندگی می‌کردند اولین سیستم نوشتاری را به صورت خط میخی به جهان معرفی نمودند. نوادگان آنها که به نام سامری-بابِلی‌ها شناخته می‌شوند، سیستم زمان‌بندی را توسعه دادند که ما هنوز از آن استفاده می‌کنیم، به موجب آن یک ساعت به ۶۰ دقیقه و هر دقیقه به نوبه خود به ۶۰ ثانیه تقسیم می‌شود.

### کارکرد زبان در روابط انسانی
انسان موجودی است اجتماعی که می‌تواند با دانستن و اجرای آداب بیان با اعضای دیگر جامعهٔ خود ارتباط برقرار کند. در این ارتباط با دیگران بر اساس شناخت عقلی، عاطفی، احساسی و روحانی خود عمل می‌کند. نحوهٔ استفاده از زبان می‌تواند تأثیرات گوناگون، از جمله اثر مثبت یا منفی، اتحاد یا تفرقه، الفت یا دوری و انزجار، در میان افراد جامعه داشته باشد. نتیجه هرچه باشد پی آمد انتخاب شخصی، گروهی، یا فرهنگی است. داشتن یک زبان مشترک برای ابراز احساسات، افکار و ابراز عقیده و نظرات و عواطف و این نوع تعاملات ضروری خواهد بود. مهم‌ترین کارکردهای زبان عبارت است از: ایجاد تفاهم و ارتباط، بیان عقیده، دادن و گرفتن اطلاعات، فکر کردن و با خود حرف زدن، و فرهنگ سازی است، به این معنی که از طریق زبان فرهنگ ساخته می‌شود و به نسل‌های آینده منتقل می‌گردد. آثار بهائی مانند دیگر ادیان الهی حقیقت وجود انسان را روح فنا ناپذیر او می‌داند. تراوشات صلح آمیز، وحدت گرا، و محترمانهٔ روح را در کارکرد زبان و شیوهٔ استفادهٔ روزمره از آن در امور مختلف ارج می‌نهد.

## نقش زبان در ایجاد صلح
آموزه‌های اجتماعی بهائی، بهبود ارتباط بین ملیت‌ها، ادیان، و طبقات مختلف مردم را در سراسر جهان یک بخش حیاتی در درک اصل یگانگی بشر و صلح جهانی می‌داند. تعالیم بهائی تعدد زبان‌های کنونی را مانع بزرگی برای وحدت و یگانگی جهان بشری تشخیص می‌دهد، زیرا وجود زبان‌های متعدد سدّی است بر سر راه تفاهم و جریان آزاد اطلاعات علمی و فرهنگی و انسانی که دستیابی به دیدگاهی جهانی، از رویدادهای عالم را برای افراد عادی دشوار می‌سازد. اصل انتخاب یک زبان موجود یا اختراع یک زبان جدید و نهادینه سازی آن به عنوان یک زبان امدادی جهانی از اصول کلیدی دیانت بهائی است. بهاءالله، بنیان‌گذار این آئین، با نوشتن در الواح اشراقات و مقصود، معتقد است که فقدان یک زبان مشترک مانع بزرگی بر سر راه وحدت جهانی و صلح عمومی می‌باشد زیرا بین مردم با زبان‌های مختلف ارتباط تضعیف می‌شود و تلاش مستمر برای صلح جهانی را به واسطهٔ سوء تفاهم زبانی بی ثمر می‌سازد. او تأکید کرده است که بشریت باید یک زبان امدادی را انتخاب کند که علاوه بر زبان مادری اطفال در مدارس تدریس شود تا مردم بتوانند یکدیگر را درک کنند. او اظهار می‌کند که تا زمانی که یک زبان امدادی پذیرفته نشود، وحدت کامل بین بخش‌های مختلف جهان تحقق نمی‌یابد. عبدالبهاء، مبین آثار بهاءالله، ترویج اصل زبان امدادی بین‌المللی را نخستین خدمت به جهان انسان، و تحقق آن را بزرگ‌ترین دستاورد عصر در اعطاء سود و خشنودی برای مردم نامیده است. با این حال، بهاءالله تأکید کرده است که زبان امدادی نباید زبان‌های رایج موجود را سرکوب کند و مفهوم وحدت در تنوع باید در مورد زبان‌ها هم به کار رود. آموزه‌های بهائی ناهمگونی فرهنگی را با وحدت سازگار می‌داند، زیرا ایجاد صلح عمومی مستلزم پذیرش تنوع فرهنگی است. فرهنگ‌های متنوع هستند که عالم بشری را در سراسر جهان غنی کرده‌اند. آموزه‌های بهائی بیان می‌کنند که داشتن یک زبان امدادی بین‌المللی فشار ناشی از بزرگ نمائی و اهمیت گروه‌های زبانی اکثریت را حذف کرده و در نتیجه گروه زبانی اقلیت‌ها را محفوظ می‌دارد؛ زیرا هر فردی با استفاده از زبان مادری خود خواهد توانست فرهنگ خویش را نیز حفظ کند. زبانی که در هنگام رشد کودکان در خانه صحبت می‌شود بیانگر فرهنگ، ارزش‌ها، افکار و جهان بینی مردم است. از دست دادن زبان تقریباً همیشه با اختلالات اجتماعی و فرهنگی همراه است. وقتی زبانی ناپدید می‌شود، میراث ناملموس کل جامعه بشری کاهش می‌یابد. نگرانی در مورد به خطر افتادن زبان بر عواملی متمرکز است که سخنرانان را به ترک‌زبان و پیامدهای اجتماعی و روانی نابودی زبان برای جامعه برمی‌انگیزد. کسانی که نگران به خطر افتادن زبان هستند، پیش از هر چیز پیامدهای آن را برای جوامع می‌شناسند. علاوه بر این، از دست دادن تنوع زبانی نیز بر دانش ما از زبان و ارتباطات به عنوان یک پدیده انسانی تأثیر می‌گذارد.

## انتخاب زبان آینده جهان
آثار بهائی و هیچ‌یک از مراجع مختلف بهائی مشخص نکرده‌اند که کدام زبان باید به عنوان زبان امدادی جهانی استفاده شود. در نوشته‌های بهائی آمده است که برای داشتن زبان کمکی جهانی ممکن است یکی از زبان‌های موجود را انتخاب کرد یا یک زبان نوین ساخته شود. زبان غالب آن زمان لزوماً به عنوان زبان امدادی به‌طور پیش فرض استفاده نمی‌شود. نوشته‌های بهائی تصریح می‌کنند که آن باید توسط مجالس شورا و حاکمان جهان انتخاب یا اختراع شود. بنابراین انتخاب زبان در دست برنامه‌ریزان زبان قرار می‌گیرد. بهاءالله اظهار می‌دارد که یک زبان جهانی یا باید اختراع شود یا از میان زبان‌های موجود انتخاب گردد. و همهٔ ملّت‌ها موظفند که بدین منظور افراد فهیم و دانا را برای تشکیل یک گردهمایی منصوب کنند و از طریق مشورت یک زبان مشترک را از بین زبان‌های مختلف موجود انتخاب نمایند یا زبان جدیدی ایجاد کنند تا در تمام مدارس جهان به کودکان آموزش داده شود.
رهبران مختلف بهائی نظرات گوناگونی در مورد زبان جهانی و ویژگی‌های خاص آن بیان کرده‌اند. عبدالبهاء و شوقی افندی بر این نظر بودند که زبان کمکی امدادی بالقوه باید برای یادگیری ساده و آسان باشد. عبدالبهاء همچنین آرمان اسپرانتو، زبانی ساخته شده، را ستایش کرد و در اواخر قرن نوزدهم و اوایل قرن بیستم بین اسپرانتیست‌ها و بهائیان ارتباطی وجود داشت. در حالی که عبدالبهاء مردم را به یادگیری زبان اسپرانتو تشویق می‌کرد، اما هرگز اظهار نکرد که این زبان باید به زبان امدادی جهانی تبدیل شود. در ۱۲ فوریه ۱۹۱۳، عبدالبهاء خطاب به انجمن اسپرانتو پاریس سخنرانی ای به این مضمون کرد: حالا الحمدلله که دکتر زامنهوف زبان اسپرانتو را اختراع کرده است. همه ویژگی‌های لازم برای تبدیل شدن به وسیله ارتباط بین همهٔ ملل را دارد. همه ما باید قدردان این تلاش بزرگ او باشیم؛ زیرا او در این راه به همنوعان خود خدمت خوبی کرده است. با تلاش خستگی ناپذیر و از خودگذشتگی طرفدارانش اسپرانتو جهانی خواهد شد؛ بنابراین، هر یک از ما باید این زبان را مطالعه کرده و آن را تا آنجا که ممکن است گسترش دهیم تا روز به روز به رسمیت شناخته شود و مورد پذیرش همه ملت‌ها و دولت‌های جهان قرار گیرد و بخشی از برنامه‌های درسی در همه رشته‌ها در مدارس دولتی شود. همه مردم تنها به دو زبان - یکی زبان خود و دیگری زبان جهانی، نیاز دارند. آنگاه اتحاد کامل بین تمام مردم جهان برقرار خواهد شد. در نظر بگیرید که امروزه برقراری ارتباط با ملل مختلف چقدر دشوار است. اگر کسی پنجاه زبان را مطالعه کند ممکن است هنوز در یک کشور سفر کند و زبان آن را نداند. انتخاب یک زبان موجود یا ایجاد زبان جدید هر کدام مزایای خود را دارند. انتخاب یک زبان موجود به بخش خاصی از جمعیت جهان این امکان را می‌دهد که قبلاً آن را یادگرفته باشند، اما استفاده از یک زبان ابداع شده احتمالاً مزیت بی‌طرفی عاطفی را دارد.
شوقی افندی و بیت العدل عمومی، هیئت حاکمه بهائیان، تأکید کردند که هیچ تأیید رسمی بهائی از اسپرانتو به عنوان زبان کمکی جهانی وجود ندارد. امروزه یک جامعه فرعی فعال از بهائیان اسپرانتودان وجود دارد. اتحادیهٔ بهائیان اسپرانتو در سال ۱۹۷۳ تأسیس شد. لیدیا زامنهوف، دختر خالق اسپرانتو به نام ال.ال. زامنهوف، بهائی بود. احسان یارشاطر، ویراستار و مؤسس دائرةالمعارف ایرانیکا، یادآوری می‌کند که چگونه در کودکی در ایران اسپرانتو یادگرفت و هنگامی که مادرش سفری به حیفا می‌کرد، او نامه ای به فارسی و همچنین اسپرانتو برای مادرش نوشت. به درخواست عبدالبهاء، اَگنِس بالدوین اَلِکساندِر از اولین مدافعان اسپرانتو شد و از آن زبان برای انتشار آموزه‌های بهائی در جلسات و کنفرانس‌های ژاپن استفاده کرد. جیمز فردیناند مورتون جونیور، یکی از اعضای اولیه دیانت بهائی در بوستون بزرگ، معاون رئیس اتحادیه اسپرانتو برای آمریکای شمالی بود.

### زبان مادری و وحدت در کثرت
آموزه‌های بهائی در مورد یک زبان امدادی جهانی به خودی خود زبان‌ها یا فرهنگ‌های زنده را تهدید نمی‌کند. بهائیان معتقدند که آموزه‌های بهائی خواستار یکسانی و یک فرمی فرهنگی نیستند. تعالیم بهائی با بیان اینکه باید وحدت در کثرت وجود داشته باشد، تنوع فرهنگی را ارج می‌نهد و تا حد امکان آن را ترویج می‌کند. اصطلاح امدادی در آثار بهائی به این معناست که زبان جهانی در کنار زبان‌های مادری آموزش داده می‌شود، و نسبت به آن زبان‌ها در درجه دوم قرار می‌گیرد. از آنجایی که زبان امدادی برای ارتباط با فرهنگ‌های مختلف و مابین جوامع در نظر گرفته شده است، از نظر عملکرد از زبان اصلی فرد جدا و در رتبهٔ دوم زبان اصلی فرهنگ او است. داشتن یک زبان مشترک در کنار زبان‌های مادری ارتباط قابل اعتمادی را بین اعضای جوامع گوناگون با زبان و خط متفاوت برقرار می‌سازد. تعالیم بهائی اعضای گروه‌های اقلیت را اعضای واجد شرایط شهروندی در جامعه بزرگتر می‌دانند؛ بنابراین نیاز به حقوق فرهنگی منحصر به فرد آنان را تصدیق می‌کنند. زبان به شدت وابسته به فرهنگ است. در ادبیات بهائی، زبان مادری به عنوان ژرف‌ترین ویژگی یک قوم، جامهٔ روح مردم، مانند هوایی است که از گهواره تا گور ما را احاطه کرده است و شخصی‌ترین دارایی انسان، توصیف شده است. در حالی که تغییرات فرهنگی و زبانی هر دو امری عادی هستند و انتظار وحدت بیش‌تر جهانی مورد انتظار است، بنابراین انقراض سریع زبان‌ها و فرهنگ‌های غیرمسلط نامطلوب است. از آنجایی که آموزه‌های بهائی در مورد یگانگی نوع بشر بر ارزش تنوع و اتحاد به معنای هماهنگی و نه یک فرمی ساده تأکید دارد، حقوق فرهنگی اقلیت‌ها را می‌توان به عنوان یک موضوع عدالت فرهنگی، و حقوق زبان داری را جزو آن حقوق فرهنگی دانست. بهائیان بر این باورند که زبان عمومی جهان با آسان نمودن روابط ملت‌ها به وحدت عالم انسانی کمک خواهد نمود و در عین حال امکان دسترسیِ همگان را به فرهنگ غنی اقلیّت‌ها فراهم می‌سازد و در حقیقت این فرهنگ‌ها را تا آنجا که ممکن باشد حفظ خواهد کرد. این یک نمونه از روشی است که بهاءالله برای برقراری وحدت در کثرت آورده است که با همسانی و همشکل سازی به‌کلی متفاوت است.

## بلوغ عالم بشری
بهاءالله، بنیان‌گذار آئین بهائی، پذیرش یک زبان و خط جهانی را یکی از نشانه‌های بلوغ عالم بشری نامیده، و گسترش آن را در دو مرحله پیش‌بینی کرده است. مرحله اول شامل انتخاب یک زبان موجود یا یک زبان ساخته شده است که در تمام مدارس جهان به عنوان زبان کمکی در کنار زبان مادری تدریس می‌شود. از دولت‌های جهان از طریق پارلمان‌های آن‌ها خواسته تا این مصوبه مهم را اجرا کنند. مرحله دوم، در آینده‌ای دور، پذیرش نهایی یک زبان واحد و خط مشترک، توسط دولت‌ها، برای همه روی زمین خواهد بود.
شوقی افندی در رابطه با علامت دوم بلوغ عالم انسان که بهاءالله در کتاب اقدس آورده، بیان می‌دارد که آن حکم انتخاب یک زبان واحد و اتخاذ یک خط مشترک برای استفاده همه ملت‌های روی زمین است. این آموزه ای است که در صورت اجرا، همان‌طور که بهاءالله در آن کتاب تصدیق کرده، یکی از نشانه‌های بلوغ نوع بشر خواهد بود.